# تلمبه قاسمیان
تلمبه قاسمیان، یک آبادی در دهستان استبرق از توابع بخش مرکزی شهرستان شهربابک در استان کرمان است.